# Kurt Schwabe
Kurt Schwabe (Reichenbach (Vogtland) 1905. május 29. – Waldheim, 1983. december 4.) német kémikus, az elektrokémiai szenzortechnika úttörője.

## Életpélyája
1912-től 1924-ig a reichenbachi reálgimnáziumba járt, majd 1927-ig Drezdában kémiát tanult. 1927-ben Erich Müller mellett "A hangyasav katalitikus hasításáról és anódos oxidációjáról" című dolgozatával szerzett diplomát. 1928-ban doktorált "A platinafémek hidrogénfelvevő képességéről" című dolgozatával.
1933-ban habilitált "A fémek anódos viselkedéséről sóik telített oldataiban" című dolgozatával. Mivel nem volt hajlandó belépni a Nemzetiszocialista Oktatók Szövetségébe, kizárták a Drezdai Műszaki Egyetemről, és ipari vegyészként helyezkedett el a Kriebstein papírgyárban. 1933 novemberében, miután aláírta a német professzorok Adolf Hitler melletti támogató nyilatkozatát, a Drezdai Műszaki Egyetem magántanára lett. 1939-ben a drezdai TH kémiai technológia docense lett. 1940-ben belépett az NSDAP-be.
1944-ben Meinsbergben megalapította a "Kémiai Technológiai Kutatóintézetet" (1990 óta "Kurt Schwabe Intézet"), amelynek haláláig igazgatója volt. 1949-ben Schwabe-t a Drezdai Műszaki Főiskola (később Drezdai Műszaki Egyetem) professzorává és az egyetem "Elektrokémiai és Fizikai Kémiai Intézetének" igazgatójává nevezték ki. 1953-ban a Német Tudományos Akadémia tagja lett. 1956-ban a Leopoldina Német Természettudományos Akadémia tagjává választották. 1959-től 1969-ig Kurt Schwabe a Rossendorfi Központi Nukleáris Kutatóintézet (ZfK) "Rádiókémiai Intézetének" igazgatója, 1961-től 1965-ig pedig a Drezdai Műszaki Egyetem rektora volt. 1959-től 1969-ig a Drezdai Műszaki Egyetem rektora volt. 1956-ban az MTA tagja lett. 1965-ben a Szász Tudományos Akadémia elnöke lett, és ezt a tisztséget 1980-ig töltötte be. A drezdai egyetemm Schwabe professzori díját ő adományozta.

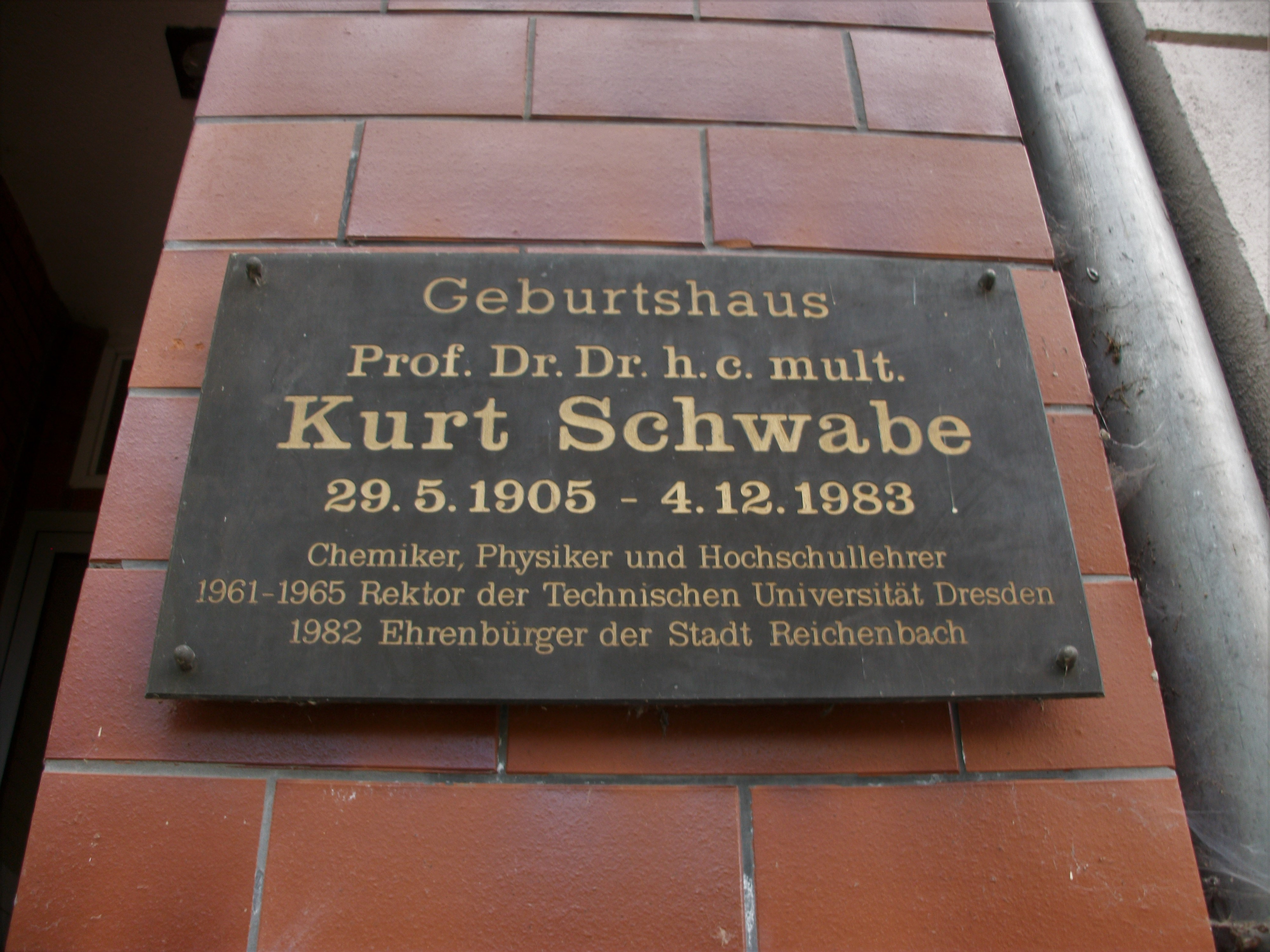
Tábla Kurt Schwabe szülőházán

1965 és 1971 között az általa alapított "Drezdai Korrózióvédelmi Központi Központ" (1990 óta "Institute for Corrosion Protection Dresden GmbH") igazgatója is volt. 1970-től 1983-ig a Meinsbergi Kutatóintézet emeritus professzoraként dolgozott, amelyet korábban igazgatóként vezetett. 1971-ben az NDK Tudományos Akadémiájának alelnökévé nevezték ki, 1980-tól haláláig pedig a Nemzetközi Elektrokémiai Társaság alelnöke volt.
Már az 1960-as években az üzemanyagcellák kutatására összpontosított.
Tanítványai közé tartozott Kurt Drescher, Christian Weißmantel, Gerhard Kreysa, Kálmán Erika is.

## Díjai és kitüntetései
- 1954 Az NDK nemzeti díja II. Osztály a tudományért és a technológiáért
- 1960 Az NDK Kémiai Társaságának Clemens Winkler-érme.
- 1961 Az NDK I. tudományos és műszaki osztályának nemzeti díja
- 1963 A Karl-Marx-Stadti Műszaki Egyetem díszdoktora[6]
- 1964 A munka hőse kitüntető cím

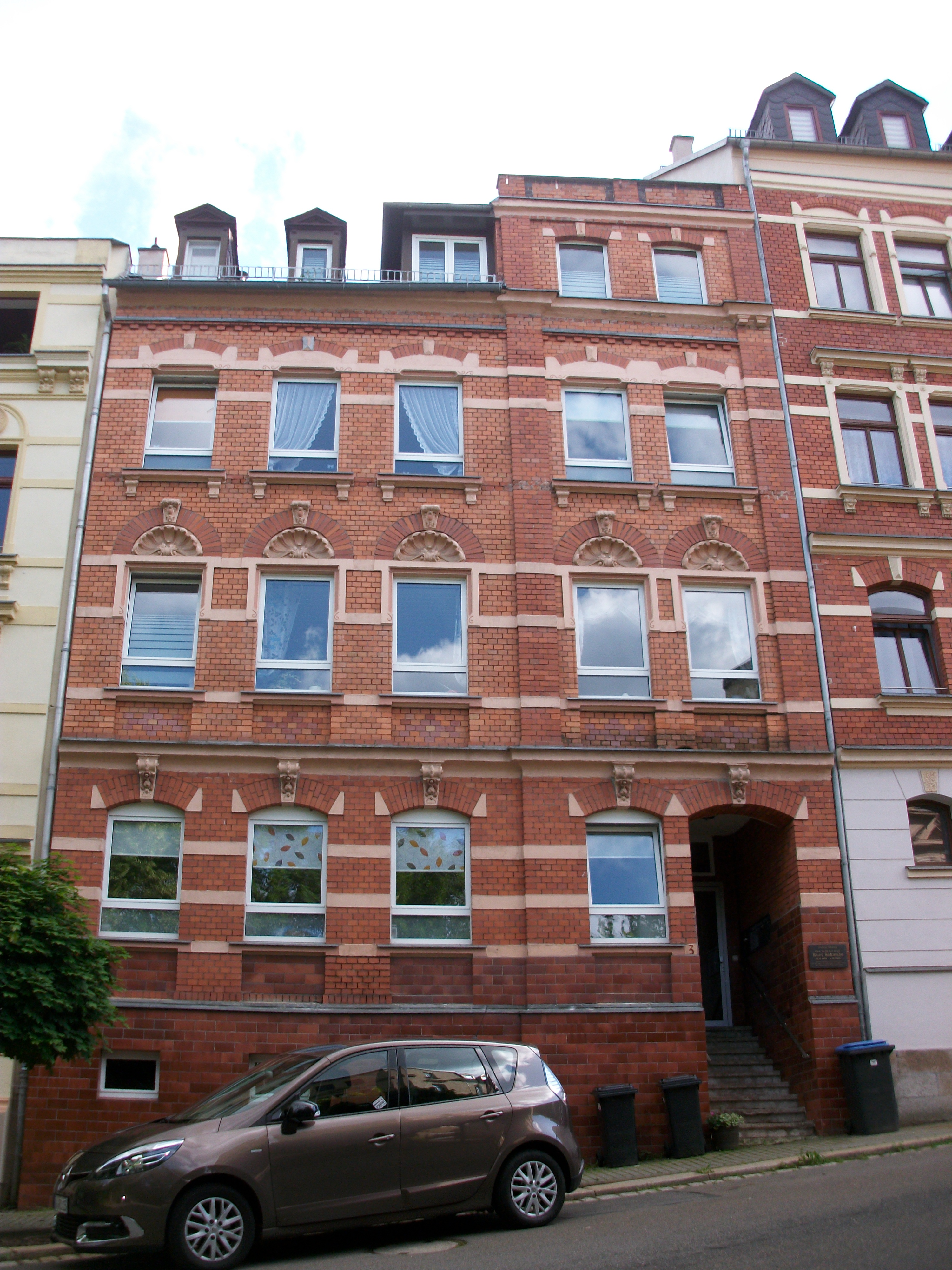
Kurt Schwabe szülőháza

- 1974 A Leuna-Merseburgi "Carl Schorlemmer" Műszaki Egyetem díszdoktora.
- 1975 Hazafias Érdemrend arany fokozatú kitüntetés
- 1975 A Drezdai Műszaki Egyetem díszdoktora; az NDK Kémiai Társaságának tiszteletbeli tagja.
- 1979 A Drezdai Műszaki Egyetem tiszteletbeli szenátora.
- 1980 A Freibergi Bányászati Akadémia díszdoktora; az NDK Tudományos Akadémiájának Johannes Stroux-érme; Karl Marx-rend.
- 1982 Reichenbach im Vogtland város díszpolgára.
- 2008 Waldheim város díszpolgára

1983 óta a Szász Tudományos Akadémia a Kurt Schwabe-díjat "a természet és erőforrásainak megőrzésében elért kiemelkedő tudományos vagy műszaki eredmények, valamint a természet és erőforrásainak megőrzéséért tett kiemelkedő szolgálatok elismeréseként" ítéli oda.

## Publikációi
- Fejlemények a pH-mérési technológiában. 4. kiadás. pH-méréstechnika. Kiadja: Theodor Steinkopff, Drezda/Leipzig, 1976
- A szerves vegyületek polarográfiája és kémiai konstitúciója. Akademie-Verlag, Berlin, 1957
- pH-alapozó. 4., javított és bővített kiadás. VEB Deutscher Verlag für Grundstoffindustrie, Lipcse, 1962
- szerkesztőként: Korrózióvédelmi problémák. VEB Deutscher Verlag für Grundstoffindustrie, Leipzig, 1969
- H.-W. Kammerrel: Bevezetés a statisztikai termodinamikába. Akademie-Verlag, Berlin, 1971
- Fizikai kémia. Akademie-Verlag, Berlin 1973. 1. kötet, Akademie-Verlag, Berlin, 1973
- Fizikai kémia. 2. kötet: Elektrokémia. Akademie-Verlag, Berlin, 1975
- Fizikai kémia. 3. kötet: Feladatgyűjtemény. Akademie-Verlag, Berlin, 1974
- A pH mérése. (= Tudományos zsebkönyvek, Kémia sorozat. 247. kötet). Akademie-Verlag, Berlin, 1980
- H.-W. Kammerrel: Bevezetés a kémiai mérésbe.

## Fordítás
- Ez a szócikk részben vagy egészben  a   Kurt Schwabe című német Wikipédia-szócikk fordításán alapul.  Az eredeti cikk szerkesztőit annak laptörténete sorolja fel. Ez a jelzés csupán a megfogalmazás eredetét és a szerzői jogokat jelzi, nem szolgál a cikkben szereplő információk forrásmegjelöléseként.